# Epicypta vicina
Epicypta vicina är en tvåvingeart som beskrevs av Loïc Matile 1973. Epicypta vicina ingår i släktet Epicypta och familjen svampmyggor. Inga underarter finns listade i Catalogue of Life.